# Probalaenanemertes wijnhoffae
Probalaenanemertes wijnhoffae är en djurart som tillhör fylumet slemmaskar, och som beskrevs av Brinkmann 1917. Probalaenanemertes wijnhoffae ingår i släktet Probalaenanemertes och familjen Pelagonemertidae. Inga underarter finns listade i Catalogue of Life.